# Соболь, Любовь Эдуардовна
Любо́вь Эдуа́рдовна Со́боль (урождённая Феденёва; род. 13 сентября 1987, Лобня, Московская область) — российский политический и общественный деятель, член правления партии «Россия будущего».
До 2021 — юрист «Фонда борьбы с коррупцией» (ФБК), в том числе в рамках проекта «РосПил» (2011—2018), член Координационного совета российской оппозиции (2012—2013).

## Биография
Родилась 13 сентября 1987 года в городе Лобня Московской области. Мать работала мастером участка в Шереметьеве, отец Феденёв Эдуард Андреевич — начальником сектора в Лётно-исследовательском институте.
В 2006 году поступила на юридический факультет МГУ имени М. В. Ломоносова, обучение на котором закончила в 2011 году с красным дипломом.

## Общественная и политическая деятельность

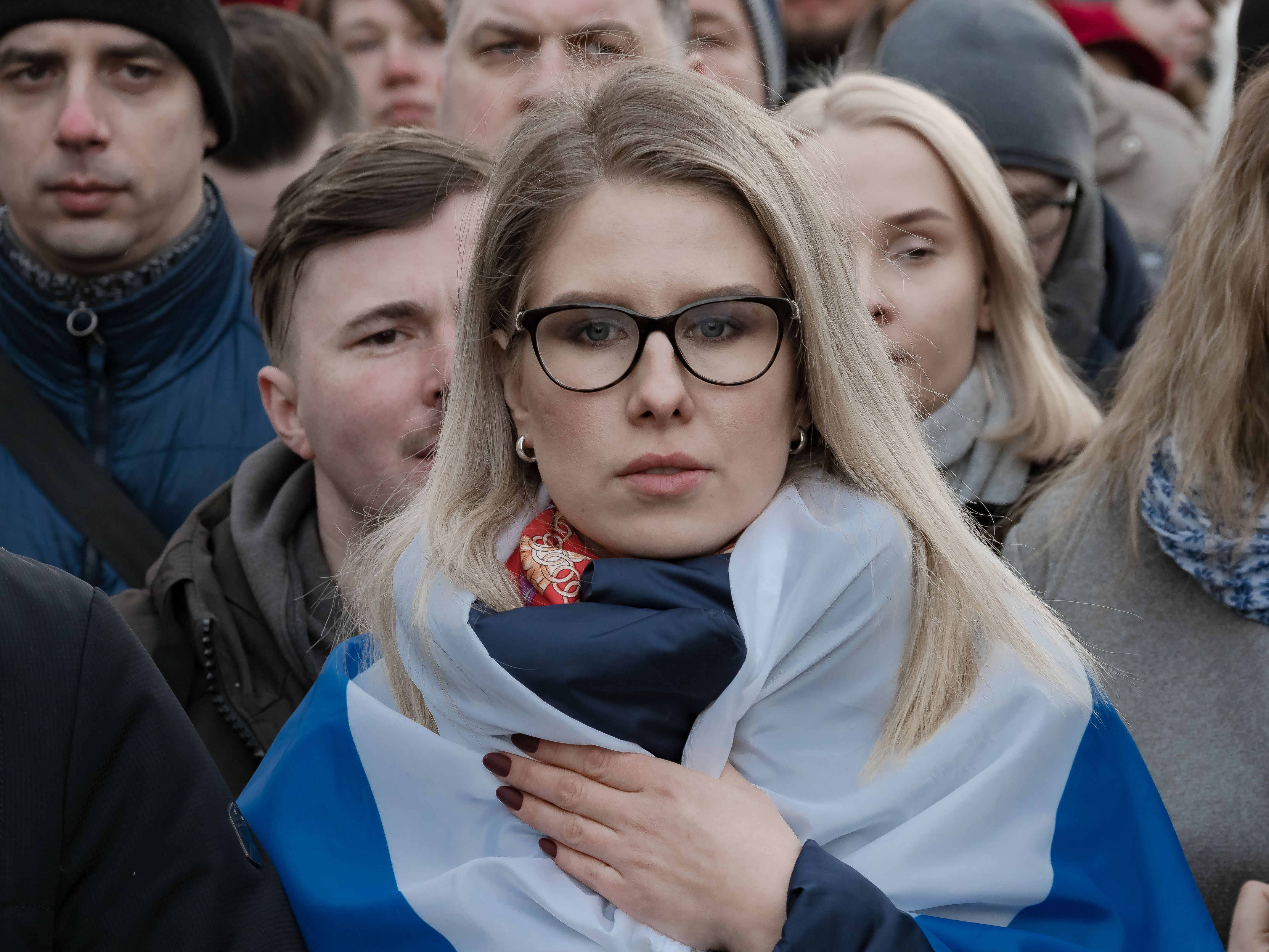
На марше памяти Бориса Немцова

В 2011—2012 годах принимала участие в различных формах гражданско-политической деятельности: в гражданских форумах «Антиселигер» и «Последняя осень», в оппозиционных митингах, волонтёрском движении в Астрахани и помощи Крымску, многократно являлась наблюдателем на выборах разных уровней. С марта 2011 года является юристом проекта «РосПил», созданного Алексеем Навальным в целях борьбы с коррупцией в сфере расходования бюджетных средств.
Журнал Forbes присвоил Соболь седьмое место в рейтинге главных героев 2011 года, которых мало кто знает в лицо.
В 2012 году вошла вместе с сотрудниками «Фонда борьбы с коррупцией» Георгием Албуровым, Владимиром Ашурковым, а также политологом Фёдором Крашенинниковым и депутатом Екатеринбургской городской думы Леонидом Волковым в состав политической партии «Народный альянс» (в 2014 году партия переименована в «Партию прогресса»).
22 октября 2012 года была избрана по общегражданскому списку в Координационный совет российской оппозиции, получив 25 270 голосов избирателей по общегражданскому списку и заняв пятнадцатое место, опередив таких известных политиков, как Борис Немцов и Сергей Удальцов.
В 2014 году выдвигалась кандидатом по 32 округу на выборы в Московскую городскую думу, но в последний день подачи подписей избирателей сняла свою кандидатуру, так как их необходимое количество собрано не было.
В марте 2016 года объявила о намерении выдвинуться на выборах в Государственную Думу осенью 2016 года от мажоритарного округа в Центральном административном округе Москвы. 24 мая отозвала свою кандидатуру из-за невозможности найти поддержку ПАРНАСа и «Яблока», позволившую бы ей не собирать подписи.
С 15 марта по 31 августа 2017 года — ведущая утреннего шоу «Кактус» на YouTube-канале «Навальный LIVE».
19 мая 2018 года вошла в состав Центрального совета партии «Россия будущего» (до 2018 года — «Партия прогресса»).
28 августа 2018 года покинула пост руководителя «РосПила», став генеральным продюсером YouTube-канала «Навальный LIVE», а руководить «РосПилом» назначен юрист ФБК Александр Головач.
В 2021 году стала вести новостную программу «Что случилось?» — сначала на YouTube-канале «Навальный LIVE», позже — на своём личном YouTube-канале. По состоянию на август 2024 года личный канал Соболь имеет 556 тысяч подписчиков и 113,8 млн просмотров.
25 января 2022 года была внесена Росфинмониторингом в «реестр террористов и экстремистов».

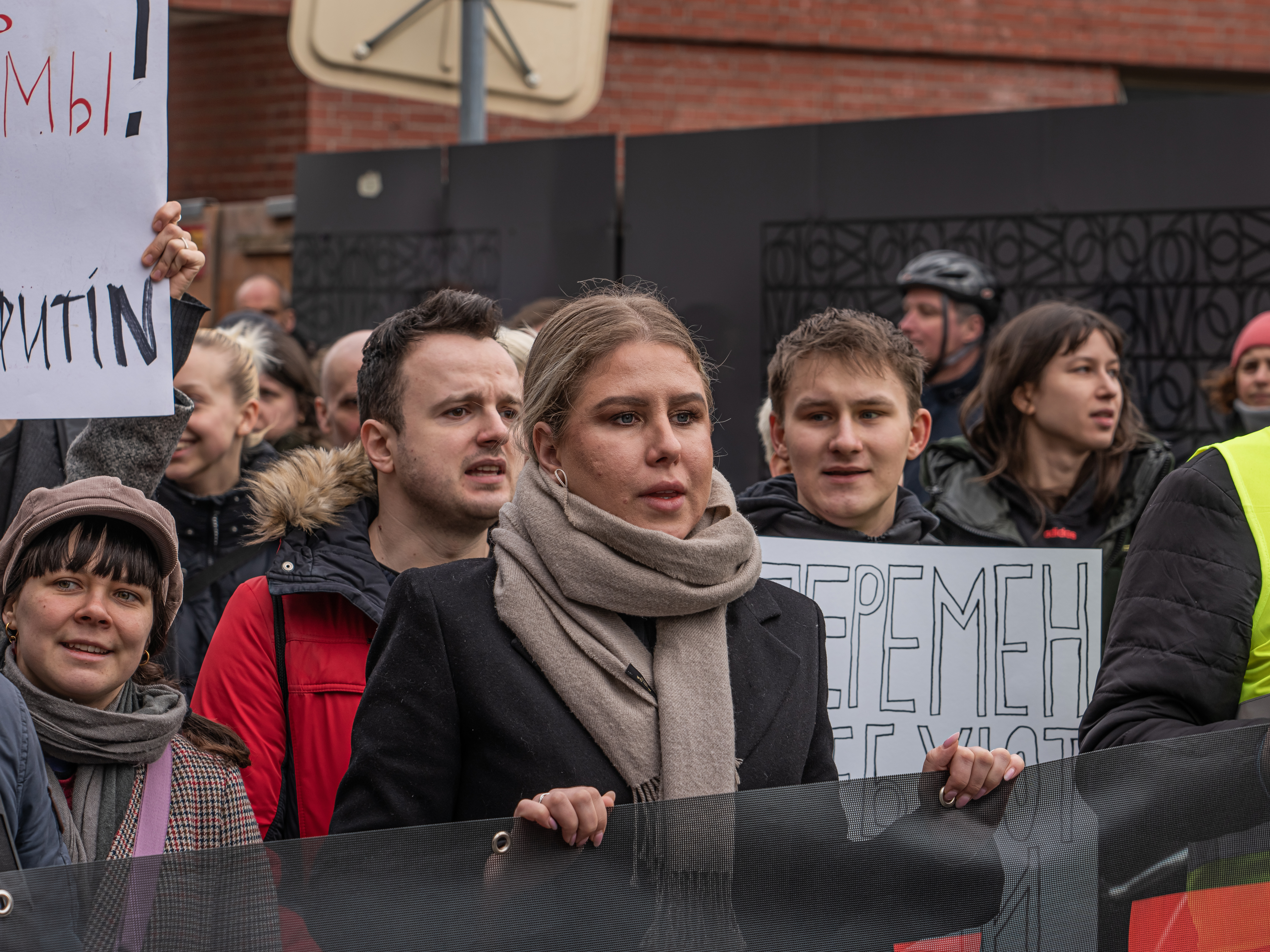
18 февраля 2024 года, на протестном марше в Берлине после убийства Навального

С февраля 2022 по 13 сентября 2024 являлась участником Антивоенного комитета России.

### Борьба с компанией «Московский школьник»
В конце января 2019 года Любовь Соболь обвинила компании «Конкорд» и «Московский школьник» в поставках некачественных продуктов питания в образовательные учреждения Москвы, вызвавших вспышку кишечной инфекции. Следственный комитет возбудил уголовное дело по факту массового отравления в детских садах Москвы. Информацию подтвердили родители пострадавших школьников, отравление 127 детей признал Роспотребнадзор. 28 марта компания «Московский школьник» подала в суд на Алексея Навального, Фонд борьбы с коррупцией и юриста Любовь Соболь, требуя взыскать с них по 500 миллионов рублей, поскольку, по их мнению, в расследовании ФБК содержатся сведения, которые не соответствуют действительности и порочат деловую репутацию компании.
4 апреля московская школа № 760 выиграла иск против компании «Московский школьник». Также Роспотребнадзором были составлены протоколы об административном нарушении в отношении компании «Московский школьник», но 24 апреля по ходатайствам Роспотребнадзора Арбитражный суд Москвы прекратил производство по этим делам.
28 октября 2019 года Арбитражный суд города Москвы по делу А40-79453/2019 постановил признать не соответствующими действительности и порочащими деловую репутацию Общества с ограниченной ответственностью «Московский школьник» сведения, распространённые Шиловой Натальей Викторовной, Навальным Алексеем Анатольевичем, Некоммерческой организацией «Фонд борьбы с коррупцией». Суд обязал Соболь, Навального и ФБК уплатить по 29,2 млн рублей компенсации. 10 марта 2020 года Девятый апелляционный арбитражный суд Москвы оставил в силе решение арбитражного суда.
8 декабря 2020 года Мосгорсуд приговорил компанию «Московский школьник» и школу № 1095 к выплате матери заболевших детей, Татьяне Литовкиной, компенсации в размере 50 тысяч рублей каждая. Родителям восьми других отравившихся в этом саду детей были присуждены аналогичные суммы.
Московский городской суд взыскал с «Комбината питания „Конкорд“» бизнесмена Евгения Пригожина 1 млн 410 тысяч рублей компенсации морального вреда в пользу родителей, чьи дети отравились в детских садах в 2019 году. Ещё 290 тысяч рублей взыскали с компании «Вито-1», также поставлявшей питание в московские детские сады.

### Выборы в Мосгордуму (2019)
В 2019 году Любовь вновь приняла участие в кампании по выдвижению на выборы в Мосгордуму. По мнению штаба Навального, власти против Соболь использовали тактику выдвижения общественницы Нюты Федермессер, которая всё же снялась с выборов в дальнейшем.
Сборщики собрали более 6000 подписей избирателей за выдвижение Соболь в Думу при необходимом минимуме в 4500 подписей, 6 июля Соболь сдала в избирком максимально возможное число подписей — 4940. 13 июля, после того, как комиссия 43-го избирательного округа нашла брак в почти 15 % её подписей, Соболь объявила голодовку, посчитав это политическим решением. 14 июля глава Мосгоризбиркома Валентин Горбунов рассказал, что первоначально в её подписных листах под вопросом было 975 подписей, но позже ей зачли 250 подписей с «незначительными исправлениями», и число забракованных сократилось до 725. Также были оглашены причины, по которым подписи были забракованы: наличие в списках умерших, граждан, проживающих в других избирательных округах, проживающих в Москве по временной регистрации, несоответствие дат рождения, 23 подписи несуществующих людей, 24 избирателя дважды подписались, у 42 не соответствуют фамилии, имена и отчества, у 71 не соответствуют паспортные данные, у 150 адрес места жительства не соответствует фактическому. В тот же день Любовь Соболь в числе других кандидатов в депутаты стала участницей акций протестов, за что позднее была задержана. Совместно с другим кандидатами она призвала выходить каждый день на Трубную площадь в течение недели, а 20 июля выйти на митинг на проспекте Сахарова.
16 июля окружная избирательная комиссия отказала в регистрации Соболь, основанием для чего послужило превышение допустимого количества брака в подписях избирателей — свыше 10 %, при этом было отмечено, что в ходе проверки было выявлено 712 недействительных подписей (14,4 %) в подписных листах кандидата. Однако 25 июля Соболь заявила, что располагает более чем 200 заявлений от избирателей, где они признают, что сами оставляли подписи, признанные недействительными, а также сослалась на заключение (суждение) независимого специалиста, согласно которому выводы почерковедов МВД о недействительных подписях являются «научно необоснованными и не подтверждены фактическими результатами исследования».
27 июля Хамовнический суд Москвы оштрафовал Соболь на 30 тысяч рублей за организацию встречи с избирателями, расценённую судом как незаконный митинг. 3 августа Щербинский суд Москвы оштрафовал Соболь на 300 тысяч рублей за повторное нарушение правил проведения митинга. К 13 августа 2019 года сумма штрафов достигла 930 тыс. рублей, а к 24 декабря 2019 года — 1,5 млн рублей. В 2020 году судебные разбирательства продолжились, и Соболь с сотрудником ФБК Георгием Албуровым были оштрафованы на 311 тысяч рублей по иску московского метро из-за митинга 3 августа и на 4,7 миллиона рублей за привлечение дополнительных средств и сил МВД на акции 3 августа. Соболь также стала одним из семи ответчиков, оштрафованных на 3,3 млн рублей за несанкционированную акцию 27 июля. 14 августа Любовь Соболь остановила свою голодовку.
По мнению журналистки BBC Олеси Герасименко, в результате развития политического кризиса лета 2019 года Любовь Соболь стала новым символом протеста даже среди аполитичных москвичей.
Согласно расследованию «Новой газеты», сотрудники Евгения Пригожина во время кампании фабриковали новости и расследования, направленные на дискредитацию Соболь, которые распространялись через Федеральное агентство новостей и другие связанные с Пригожиным медиаресурсы. В частности, «Новая газета» сообщила о фабрикации сведений об обнаружении подпольного штаба по изготовлению поддельных подписей за Соболь, рассказа разочаровавшегося активиста штаба Соболь и сведений об обнаружении базы для проплаченных участников митингов из других регионов.

### Выборы в Госдуму (2021)
17 марта 2020 года в одном из роликов, выходящих на YouTube-канале «Навальный LIVE», Любовь Соболь объявила о планах участвовать в выборах в Госдуму по Центральному одномандатному избирательному округу Москвы. В октябре 2020 года Соболь опубликовала предвыборную программу.
11 ноября стартовала кампания Любови Соболь в Госдуму.
27 января 2021 года была задержана по так называемому «санитарному делу» — по обвинению в нарушении санитарно-эпидемиологических норм в ходе протестов в Москве 23 января 2021 года. По этому делу признана политзаключённой организацией «Мемориал».
14 июня 2021 объявила о прекращении кампании из-за признания ФБК экстремистской организацией.

## Личная жизнь и увлечения
Соболь носит фамилию первого мужа.

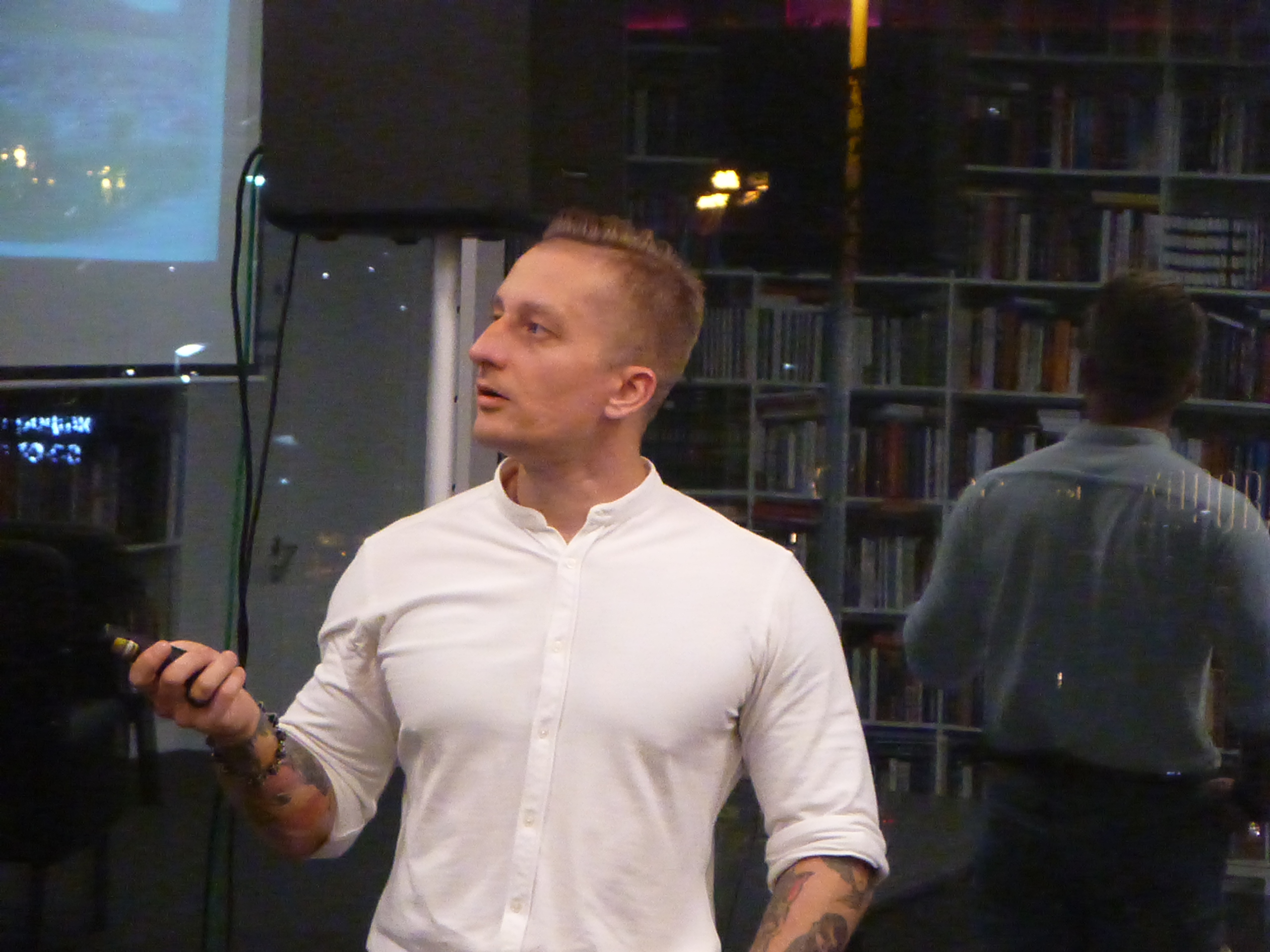
Сергей Мохов в 2019 году

Второй муж — антрополог и спортсмен-пауэрлифтер, издатель журнала «Археология русской смерти» Сергей Мохов. В 2014 году у них родилась дочь Мирослава. В 2016 году на Мохова было совершено нападение, в организации которого Соболь обвинила Евгения Пригожина, деятельность которого она расследовала в ФБК.
8 августа 2021 года Соболь сообщила о разводе с Моховым.
Соболь исповедует православие.
Имеет спортивные разряды — кандидат в мастера спорта по самбо и дзюдо. Также ранее занималась танцами, лыжным спортом и бегом. Занимается йогой.
Знает французский и английский языки.

## Критика
В интернет-изданиях, которые многие СМИ связывают с Евгением Пригожиным, распространяется негативная информация о Соболь. В 2019 году, когда Соболь занялась расследованием качества пищи, поставляемой компанией Пригожина в детские сады, и последующими отравлениями детей, подконтрольные бизнесмену СМИ, по её словам, каждый день публиковали новости, что якобы «брат у меня Майдан организовывал, муж у меня — некрофил, а отец — коррупционер». После демонстрации у Мосизбиркома эти издания сообщили, что «разозлённая недопуском к выборам Соболь сорвалась на дочери и избила её», хотя Любовь в ту ночь из полицейского участка сразу направилась в центр сбора подписей, и дома её вообще не было. Соболь уверена в том, что за ней ведётся круглосуточная слежка, в том числе людьми из прокремлёвских СМИ.
В СМИ освещался инцидент между Соболь и Маргаритой Симоньян 6 июня 2019 года, после которой беременная Симоньян направилась на приём к врачу. Симоньян сообщила, что Соболь «полчаса караулила» её со включённой камерой у входа в «Эхо Москвы», потом направилась за ней по коридору и стала «харрасить» её вопросами из недавнего расследования ФБК о полученных чиновниками московской мэрии квартирах, предназначенных льготникам. По версии самой Соболь, она случайно «столкнулась» с Симоньян. Симоньян на вопросы Соболь отвечать отказалась и добавила, что не готова общаться с ней, потому что та ей не нравится. После инцидента Симоньян госпитализировали. Алексей Венедиктов (главный редактор «Эха») сообщил, что сожалеет об инциденте, и пожелал Симоньян выздоровления.
Во время избирательной кампании по выборам депутатов Мосгордумы в 2019 году Соболь была одной из главных целей для нападок со стороны как дружественных Кремлю СМИ, так и чиновников избирательных комиссий.
По мнению политолога Татьяны Становой, «решительная, если не радикальная» реакция Соболь на неготовность к компромиссу со стороны Кремля является вполне естественной, но в то же время «эмоционально заряженный, негативный стиль» может оттолкнуть некоторых либеральных избирателей. Как пояснила сама Соболь, «я не боюсь говорить людям в лицо то, что я о них думаю».

## Уголовное преследование

### «Квартирное дело»
21 декабря 2020 года Соболь пыталась побеседовать с Константином Кудрявцевым, персонажем из видео Навального «Я позвонил своему убийце. Он признался», приехав к его дому в Новокосино с целью записать голос Кудрявцева и затем представить его в качестве доказательства, что в разговоре с Навальным принимал участие именно он. В своём стриме Соболь рассказывала, что ей удалось зайти в соседнюю квартиру № 37 (вторая квартира Кудрявцева).
В итоге Соболь была задержана около дома Кудрявцева. Её хотели допросить в рамках доследственной проверки по делу о незаконном проникновении в жилище, но она отказалась от дачи показаний и её отпустили, не предъявив обвинений. 23 декабря Перовский суд Москвы оштрафовал её на 1 тыс. рубей за неповиновение сотруднику полиции (ч. 1 ст. 19.3 КоАП). Утром 25 декабря 2020 года сотрудники полиции пришли в квартиру Соболь c обыском, изъяли всю технику у неё и членов её семьи, а её саму увезли на допрос в московское управление Следственного комитета. Туда же доставили для допроса сотрудников «Навальный Live» Ольгу Ключникову и Акима Керимова, ранее арестованных на семь суток за неподчинение полицейскому.
Позже стало известно, что в отношении юриста Любови Соболь возбудили дело по заявлению Галины Субботиной о нарушении неприкосновенности жилища с применением насилия или с угрозой его применения. По версии Следственного комитета, Соболь заходила вместе с доставщиком пиццы во вторую квартиру вероятного отравителя Навального сотрудника ФСБ Константина Кудрявцева, где находилась его тёща. После допроса в Следственном комитете Любовь задержали на 48 часов и перевели в статус подозреваемой по уголовному делу. После допроса Любовь Соболь увезли из Следственного комитета в изолятор временного содержания на Петровке 38. Вечером 27 декабря Соболь освободили из изолятора временного содержания. Соболь не признаёт вину и считает, что с помощью уголовного дела правоохранительные органы пытаются оказать давление на Алексея Навального и журналистов-расследователей.
11 февраля 2021 года следователи предъявили обвинение Соболь по делу о проникновении в жилище (часть 2 статьи 139 УК). 15 апреля 2021 года суд признал Любовь Соболь виновной и приговорил её к одному году общественных работ условно с удержанием 10 % заработной платы в доход государства.
В марте 2021 года стало известно, что в деле Соболь и других активистов ФБК российские силовики использовали программные комплексы по вскрытию мобильных телефонов производства израильской компании Cellebrite. После того, как юрист и правозащитник Эйтай Мак подал иск в Верховный суд Израиля, компания поспешила разорвать отношения с российскими властями.
Любови Соболь был вынесен приговор по «квартирному делу», назначив ей один год исправительных работ условно с удержанием 10 % заработной платы в доход государства ежемесячно.

### «Санитарное дело»
«Санитарное дело» — серия уголовных дел, заведённых за нарушение санитарно-эпидемиологических норм в ходе протестов 23 января 2021 года в Москве. Признаны правозащитниками частью политических репрессий, осуществляемых в Российской Федерации. 3 августа 2021 года Соболь была приговорена к 1,5 годам ограничения свободы. Ей было запрещено покидать жилище с 22 часов до 6 утра, посещать массовые мероприятия и выезжать из Москвы и Московской области. Она была должна трижды в месяц отмечаться в инспекции. Позднее, 14 апреля 2022 года суд постановил заменить ограничение свободы на отбытие в колонии общего режима сроком на 5 месяцев 26 дней.
Несмотря на приговор суда, 7 августа 2021 года Соболь улетела из России в Турцию, где сделала промежуточную пересадку. Затем переехала в Армению. В августе 2021 года ей было отказано во въезде в Грузию из Армении без объяснения причины. 20 октября 2021 года объявлена МВД России в федеральный розыск «по статье УК».

### Другие дела
27 октября 2021 года стало известно о возбуждении против Соболь нового уголовного дела о клевете на бизнесмена Евгения Пригожина. Новое уголовное дело возбуждено по заявлению Пригожина, поданному из-за видеозаписи, в которой Любовь Соболь утверждала, что бизнесмен несёт ответственность за организацию покушения на её бывшего супруга Сергея Мохова.
6 мая 2022 года Минюст России внёс Соболь в список СМИ — «иностранных агентов».

## Общественное признание
- В 2011 году Forbes включил Соболь в рейтинг «Главные герои года, которых мало кто знает в лицо» как первого штатного юриста общественного проекта «Роспил»[100].
- В 2019 году BBC включила Соболь в ежегодный список 100 наиболее влиятельных женщин в мире как расследователя коррупции и недопущенного до выборов кандидата в Мосгордуму[100].
- В 2019 году заняла 7-е место среди персон в годовом рейтинге самых популярных запросов Яндекса, став самым запрашиваемым россиянином в этом рейтинге[101].